# Zouan-Hounien
Zouan-Hounien este o comună din regiunea Dix-Huit Montagnes, Coasta de Fildeș.